# 内纳德·米利亚什
内纳德·米利亚什（羅馬化：Nenad Milijaš，1983年4月30日—），塞尔维亚男子足球运动员。他曾代表塞尔维亚国家队参加2010年国际足联世界杯，结果队伍止步小组赛阶段。